# 086号線 (チェコ)
チェコ国鉄086号線、リベレツ～チェスカー・リーパ線（チェコ語:Železniční trať Liberec – Česká Lípa）の一部は、チェコ国鉄の鉄道線の名称である。
1883年、オーストリア地方鉄道の路線としてチェスカー・リーパ～ミモニ間が開業した。その後ウースチー・テプリツェ鉄道に移管され、1900年に全線が開業した。チェコ北部の東西連絡を担っている。なお、本頁では、同じく086号線の一部として案内されている、ヂェチーン - ベネショフ・ナド・プロウチニチー - ルンブルク/チェスカー・リーパ線の支線についても説明する。

## 歴史
1867年にボヘミア南西鉄道建設を目的でコンソシアムが設立されたものの、1873年の経済危機のため、プロジェクトは実行できなかった。1880年にリーベナウ（現在ホドコヴィツェ・ナド・モヘルコウ） - ラーコニッツ（現在ラコヴニーク）間鉄道建設は予備免許で許可された。しかし線路は自然景観で有名なペクロ自然公園を貫通するので、プロジェクトは反対運動と土地所有者の拒否のため取り消された。1880年5月に制定された地方鉄道に関する法案を根拠として、ライヒェンベルク（現在リベレツ）のコンソシアムが1882年に、ライトメリッツ（現在リトムニェジツェ）およびボヘミアライパ（現在チェスカーリーパ）を経由する、ラウン（現在ローニ） - ライヒェンベルク間の地方鉄道建設を申し込んだ。ガーブロンツ（現在ヤブロネツ・ナド・ニソウ）市民はコンソシアムの事業に加えて、タンヴァルト方面の鉄道建設を計画したものの、建設は実行されなかった。
1883年3月14日にオーストリア地方鉄道会社（Österreichische Lokaleisenbahngesellschaft, ÖLEG）はボヘミアライパ - ニーメス（現在ミモニ）間鉄道の建設および運営に関する許可を建設期限1年の条件で獲得した。ボヘミアライパ - ニーメス間は同年11月1日に開通された。1887年以降オーストリア帝国鉄道は運営を開始して、1894年1月1日に地方鉄道は国有鉄道となった。
1890年にライヒェンベルク市は建設計画を立てたが、資金事情とため実行できなかった、結局、プロジェクトはアウシヒ＝テプリッツ鉄道会社（Aussig-Teplitzer Eisenbahn, ATE）が引き受けることとなった。
1896年6月13日にアウシヒ＝テプリッツ鉄道会社（Aussig-Teplitzer Eisenbahn, ATE）はゼッテンス（現在ジェテニツェ） - ライヒェンベルク間地方鉄道建設および既存ÖLEG区間の部分的共同使用に関する許可を獲得した。1898年12月29日にヘミアライパ - ニーメス間はATEに売却された。建設工事はウィーンにおけたレトリックヒストリー・ウント・ベルガール会社が担当した。1900年8月5日ボヘミアライパ - ニーメス（現在ミモニ）間は第一次に開通された。ATEの地方鉄道は同年9月17日にライヒェンベルクまで延長された。建設費用はゼッテンス - ボヘミアライパ間を含めて5000万クローネに至った。
この路線の旅客輸送量は、不利な線形のため予想外に少なかった。1902年、現在チェコとポーランド国境におけるイゼル山脈を貫通する鉄道が開通された後に、プロイセンのヴァルデンブルク（現在ヴァウブジフ）炭鉱地帯で生産された安い石炭はライヒェンベルクの工業地帯に供給可能となった。
第一次世界大戦の終戦とチェコスロバキア共和国建国以降、この路線と他のATE路線は1923年にチェコスロバキア国営鉄道（Československé státní dráhy, ČSD）の路線網に組み入れられた。1920年代に急行列車がテプリツェ - リベレツ区間に導入されて、1920年代末に列車編が増加した。
1938年10月ナチスドイツのズデーテン地方併合により、この路線はドイツ国営鉄道（Deutsche Reichsbahn, DR）のドレスデン管理局に組み入れられた。既存ジェテニツェ - リベレツ間の北ボヘミア横断鉄道（Severočeská transverzálka）はチェスカーリーパで断絶された。第二次世界大戦の終戦後にこの路線は完全にČSDに復帰した。CSDはドイツ鉄道と異なってロボットを時刻表の境界とした。
1980年代末にチェスカーリーパ - ヴィチドゥーイ間の移設工事は実行されて、目標はジェチーン方面の列車が方向転換なしに走行できることであった。1989年5月28日に新線は開業されて、ジェテニツェ - チェスカーリーパ間はこの路線と分離された。
1993年1月1日、チェコスロバキア連邦制解消の結果、チェコ鉄道（České dráhy, ČD）はチェスカーリーパ - リベレツ線の運営を継承した。
2022年12月11日、イタリア国鉄系列のレンダーバーン社が普通列車系統運営を開始して、列車はこの路線とベネショフ - チェスカー・リーパ線を経由することとなった。

## 運行形態
この路線の運賃制はリベレツ州総合運輸システム（Integrovaný dopravní systém Libereckého kraje, IDOL）により統合されている。

### 特急「リフリーク(R)」
- R14B系統： ウースチー・ナド・ラベム - ベネショフ - リベレツ　　※アリヴァ列車による運行
2時間間隔で運行されている。ベネショフ以西は全便が081号線に乗り入れる。リーパで080号線のルンブルク方面特急と接続する（リベレツ方面～ルンブルク方面、ウースチー方面～コリーン方面の接続）。
2020年以前はチェコ鉄道による運行であった。2018年以前は愛称名が便毎にばらばらであったが、2019,20年には「プロウチニツェ」号の愛称が与えられていた。

### 快速「トリレクス・エクスプレス(TLX)」
- マーハーチ号：　リベレツ - ヴルチー - ドクスィ　【夏季の土曜・休日運行】　　※レンダーバーン社による運行
一日1往復運行する。ヴルチー以南は短絡線経由で080号線に直通する。ルヴォヴァー、リノルチツェ、クリシトフォヴォ・ウードリー、ホルニー・ルージョドルにも停車し、ズヂスラヴァを通過する。リベレツ行に限りブルニシチェにも停車する。
過去の運行形態
2016年に、快速「スピェシニー(Sp)」の種別で、ドレスデン - リベレツ - ドクスィのルートで運行を開始した。リベレツ以北は089号線に直通していた。当初は、リノルチツェを通過していた他、上下ともブルニシチェとホルニー・ルージョドルに停車していた。
2018年に、新たな列車種別TLXとなった。
2019年に、リノルチツェ停車となり、西行に限りブルニシチェ通過となった。
2021年に、東行に限りホルニー・ルージョドル通過となった。
2022年に、リベレツ以北の運行をとりやめた。
2023年に、東行もホルニー・ルージョドル停車となる予定。

- チェスカー・リーパ → リベレツ　【日曜運行】　　※レンダーバーン社による運行
一日あたり、片道1本のみの運行。
2022年度に運行を開始し、当初はトリレクス(TL)の種別で運行していた。2023年度より、停車駅そのままで快速(TLX)に格上げされた。

### 普通「トリレクス(TL)」
- リベレツ - チェスカー・リーパ本駅 - チェスカー・リーパ・ストルジェリツェ ( → 本駅 → ヂェチーン)　　※レンダーバーン社による運行[10]
一日あたり、平日1往復、金曜・土曜に西行のみ片道3本の運行。金・土曜の片道1本に限り、ストルジェリツェで折返し、ヂェチーン行となる。西行は、土曜・休日の2本を除き、オスタショフとカルロフを通過する。東行の列車は、ペルトルチツェ、ヴァルチノフ、ルヴォヴァー、ノヴィナ、クリシトフォヴォ・ウードリー、オスタショフを通過する。
過去の運行形態
2021年以前は、チェコ鉄道により、西行のみ一日1本が運行していた。オスタショフ停車、カルロフ通過であった。
2022年度に、レンダーバーン社により、金曜・土曜に限り一日1往復が増発された。この列車は停車駅が少なく、ペルトルチツェ、ルヴォヴァー、ノヴィナ、オスタショフを通過し、カルロフも東行は通過していた。
2023年度に、全てレンダーバーン社の運行に統一され、西行のみ片道2本の運行となった。従来のチェコ鉄道の列車はオスタショフ通過となり、従来の金曜・土曜運行列車はヴルチー・ドゥールとヴェルキー・グルノフを除く各駅に停車となった。
2024年度より、平日の東行が新設された。金曜・土曜の西行は一日2本から3本に増発され、うち1本がヂェチーンまで延伸された。

- ヂェチーン - ベネショフ - リベレツ　　※レンダーバーン社による運行
2時間に一本の運行で、大部分が081号線と直通しヂェチーン～ベネショフ～リベレツの系統で運行される。ヴルチー・ドゥールとヴェルキー・グルノフは、早朝のヂェチーン行片道1本のみが停車し、大部分が通過する。
2018年以前は、現在休止中のザークピ駅を含め、大部分の列車がカルロフを除く各駅に停車していた（カルロフは朝・夜のみ停車）。また、チェコ鉄道による運行であった。2023年度より、レンダーバーン社の運行となった。

### 過去の運行種別
- 快速「スピェシニー(Sp)」
  - ルジツキー・モトラーチェク号：　リベレツ - ベネショフ - カメニツェ　【夏季の土曜日運行】　　※鉄道旅行者クラブ交通による運行
2018年以前、夏季の金曜日に運行していた。ベネショフから081号線に直通していた。特急停車駅に加え、リーパ以西はジャンドフ、ホルニー・ポリツェ、ストルジニツェ、ノヴィナに停車していた。
2019年に、夏季の土曜日の運行に変更され、停車駅にフランチシコフが追加された。
2020年に、リーパから080号線に直通するルートに変更された。リノルチツェ、クルジジャニ、クリシトフォヴォ・ウードリーが停車駅に追加された。
2021年は運行しない予定。
  - ヂェチーン → リベレツ
2018年以前、片道2本（休日1本）運行していた他、081号線から直通していた。特急停車駅に加え、ボジーコフ、ブルニシチェ、ズヂスラヴァ、ホルニー・ルージョドルにも停車していた。リーパ以西は原則各駅に停車していたが、1本はスタリー・シャホフを通過し、残り1本は、ペルトルチツェとヴェルキー・ヴァルチノフにも停車していた。
2019年度は、リーパ始発に短縮された他、ペルトルチツェとヴェルキー・ヴァルチノフ通過の片道1本、早朝のみの運行となった。
2019年末に、同じ停車駅のまま普通に格下げされ、再びヂェチーン始発に戻された。リーパ以西は各駅停車。

## 駅一覧
以下では、チェコ国鉄086号線の駅と営業キロ、停車列車、接続路線などを一覧表で示す。
- 種別
  - R：特急
  - TLX：普通「トリレクス」
  - TL：普通
- 停車駅
  - ■印：全列車停車
  - ●印：一部通過
  - ○印：一部停車
  - ｜印：全列車通過

| 路線名 | 駅名                                   | 駅間営業キロ | 累計営業キロ           | 累計営業キロ      | R  | TLX | TL | 接続路線                                                                                              | 所在地       | 所在地               |
| ------ | -------------------------------------- | ------------ | ---------------------- | ----------------- | -- | --- | -- | --- | ------------ | -------------------- |
| 086    | ベネショフ・ナド・プロウチニチー駅     | -            | ベネショフ旧駅から 0.2 | リベレツから 80.9 | ■  |     | ■  | 081号線（ヂェチーン方面、ルンブルク方面）                                                             | ウースチー州 | ヂェチーン郡         |
| 086    | フランチシコフ・ナド・プロウチニチー駅 | 2.6          | 2.8                    | 78.3              | ｜ |     | ■  | | ウースチー州 | ヂェチーン郡         |
| 086    | スタリー・シャホフ駅                   | 4.0          | 6.8                    | 74.3              | ｜ |     | ■  | | ウースチー州 | ヂェチーン郡         |
| 086    | ジャンドフ駅                           | 1.6          | 8.4                    | 72.7              | ｜ |     | ■  | | リベレツ州   | チェスカー・リーパ郡 |
| 086    | ホルニー・ポリツェ駅                   | 1.1          | 9.5                    | 71.6              | ｜ |     | ■  | | リベレツ州   | チェスカー・リーパ郡 |
| 086    | ストルジニツェ駅                       | 3.7          | 13.2                   | 67.9              | ｜ |     | ■  | | リベレツ州   | チェスカー・リーパ郡 |
| 086    | チェスカー・リーパ・ホリー・ヴルフ駅   | 6.0          | 19.2                   | 61.9              | ｜ |     | ■  | | リベレツ州   | チェスカー・リーパ郡 |
| 086    | チェスカー・リーパ駅                   | 1.2          | 20.4                   | 60.7              | ■  | ■   | ■  | 080号線（コリーン方面、ルンブルク方面） 087号線（ロウニ方面）                                         | リベレツ州   | チェスカー・リーパ郡 |
| 086    | ヴルチー・ドゥール・ドブラノフ駅       | 6.7          |                        | 54.0              | ｜ | ｜  | ○  | | リベレツ州   | チェスカー・リーパ郡 |
| 086    | ザークピ駅（2018年12月休止）           |              | テプリツェから (93.3)  | (51.8)            | ｜ | ｜  | ｜ | | リベレツ州   | チェスカー・リーパ郡 |
| 086    | ザークピ・ボジーコフ駅(*1)             | 3.5          | 94.6                   | 50.5              | ○  | ■   | ■  | | リベレツ州   | チェスカー・リーパ郡 |
| 086    | ミモニ駅                               | 5.9          | 100.5                  | 44.6              | ■  | ■   | ■  | | リベレツ州   | チェスカー・リーパ郡 |
| 086    | ペルトルチツェ・ポド・ラルスケム駅     | 2.4          | 102.9                  | 42.2              | ○  | ｜  | ◐  | | リベレツ州   | チェスカー・リーパ郡 |
| 086    | ヴェルキー・グルノフ駅                 | 2.5          | 105.4                  | 39.7              | ｜ | ｜  | ○  | | リベレツ州   | チェスカー・リーパ郡 |
| 086    | ブルニシチェ駅                         | 2.2          | 107.6                  | 37.5              | ○  | ｜  | ■  | | リベレツ州   | チェスカー・リーパ郡 |
| 086    | ヴェルキー・ヴァルチノフ駅             | 3.3          | 110.9                  | 34.2              | ｜ | ｜  | ●  | | リベレツ州   | チェスカー・リーパ郡 |
| 086    | ヤブロンネー・ヴ・ポドイェシチェヂー駅 | 3.7          | 114.6                  | 30.5              | ■  | ■   | ■  | | リベレツ州   | リベレツ郡           |
| 086    | ルヴォヴァー駅                         | 2.6          | 117.2                  | 27.9              | ｜ | ｜  | ●  | | リベレツ州   | リベレツ郡           |
| 086    | リノルチツェ駅                         | 3.4          | 120.6                  | 24.5              | ｜ | ｜  | ■  | | リベレツ州   | リベレツ郡           |
| 086    | ズヂスラヴァ駅                         | 4.6          | 125.2                  | 19.9              | ○  | ■   | ■  | | リベレツ州   | リベレツ郡           |
| 086    | クルジジャニ駅                         | 4.0          | 129.2                  | 15.9              | ○  | ■   | ■  | | リベレツ州   | リベレツ郡           |
| 086    | ノヴィナ駅                             | 2.3          | 131.5                  | 13.6              | ｜ | ｜  | ●  | | リベレツ州   | リベレツ郡           |
| 086    | クリシトフォヴォ・ウードリー駅         | 1.5          | 133.0                  | 12.1              | ｜ | ｜  | ●  | | リベレツ州   | リベレツ郡           |
| 086    | カルロフ・ポド・イェシチェデム駅       | 3.5          | 136.5                  | 8.6               | ｜ | ｜  | ●  | | リベレツ州   | リベレツ郡           |
| 086    | オスタショフ駅                         | 2.5          | 139.0                  | 6.1               | ｜ | ｜  | ●  | | リベレツ州   | リベレツ郡           |
| 086    | リベレツ・ホルニー・ルージョドル駅     | 2.0          | 141.0                  | 4.1               | ｜ | ｜  | ■  | | リベレツ州   | リベレツ郡           |
| 086    | リベレツ駅                             | 4.1          | 145.1                  | 0.0               | ■  | ■   | ■  | 030号線（フラデツ方面）036号線（ハラホフ方面） 037号線（フリードラント方面）089号線（フラーデク方面） | リベレツ州   | リベレツ郡           |

(*1): 2016年以前は「ボジーコフ」駅。